# Bartolomé Murillo Pascual
Bartolomé Murillo Pascual   (Barcelona, 5 d'agost de 1923 - Igualada, 18 de setembre de 2012) fou un futbolista català de la dècada de 1940.
Jugava de davanter centre.
Donà les seves primeres passes al Gràcia, FC Martinenc i UA Horta.
L'any 1945 fou fitxat pel RCD Espanyol, on romangué diversos anys. Només disputà cinc partits de lliga la temporada 1945-46 i un partit de copa la 1947-48. La resta de temporades jugà cedit al CF Igualada, i a segona divisió al CE Castelló i al Reial Múrcia CF.
Posteriorment jugà al Reus Deportiu, Nàstic de Tarragona on jugà temporada i mitja i retornà a primera, FC Perpinyà i Terrassa FC a segona divisió.
El seu germà Joaquín Murillo Pascual també fou futbolista